# RAI Mux 2
RAI Mux 2 — второй мультиплекс наземного цифрового телерадиовещания Италии, созданный акционерным обществом Rai Way — дочерним предприятием телерадиокомпании RAI. Доступен на всей территории Италии: в его диапазоне работают 386 передатчиков. Вещает на 49-й частоте VHF в 5 поддиапазоне в Сардинии и на 30-й частоте UHF в 4 поддиапазоне в сети, ранее использовавшейся для аналогового вещания Rai 2 и RAI Mux A.

## Каналы

### Телевидение
| Номер | Канал      | Примечание |
| ----- | ---------- | ---------- |
| 23    | Rai 5      | FTA        |
| 54    | Rai Storia | FTA        |
| 58    | Rai Sport  | FTA        |
| 146   | Rai Scuola | FTA        |

### Радиостанции
| Номер | Канал                    | Примечание |
| ----- | ------------------------ | ---------- |
| н/д   | Rai Radio Tutta Italiana | FTA        |
| н/д   | Rai Radio Classica       | FTA        |
| н/д   | Rai Radio Techete'       | FTA        |
| н/д   | Rai Radio Live           | FTA        |
| н/д   | Rai Radio Kids           | FTA        |
| н/д   | Rai Gr Parlamento        | FTA        |
| н/д   | Rai Isoradio             | FTA        |